# Meisserite
La meisserite, ou meissérite, est un minerai d'uranium très rare de formule Na5(UO2)(SO4)3(SO3OH)(H2O),. Il est intéressant en tant que sel d'uranyle naturel contenant un anion hydrogénosulfate, une caractéristique qu'il partage avec la belakovskiite. D'autres minéraux chimiquement apparentés comprennent la fermiite, l'oppenheimérite, la natrozippéite et la plášilite,,,. La plupart de ces minéraux de sulfate d'uranyle ont été découverts à l'origine dans la mine Blue Lizard, dans le comté de San Juan, Utah, aux États-Unis. Ce gisement en reste en 2023, le seul connu. Le minéral a été nommé en l'honneur du minéralogiste suisse Nicolas Meisser (né en 1964). Son symbole IMA approuvé en 2013 est Mss.

## Association et origine
La meisserite est associée à d'autres minéraux sulfatés tels que la belakovskiite, la johannite, la chalcanthite, la copiapite, la ferrinatrite et le gypse. Elle se forme à la suite de l'oxydation post-extraction du minerai primaire d'uranium, l'uraninite. 

## Structure du cristal
La structure cristalline de la meisserite est unique. Les éléments constitutifs comprennent : 
- les bipyramides pentagonales de groupes uranyle
- les groupes SO4

Ces éléments s'associent pour former des chaînes. Les cations sodium se lient aux atomes d'oxygène des chaînes, aux groupes hydrosulfates et aux molécules d'eau.